# Arne Hovmand-Olsen
Arne Hovmand-Olsen (16. november 1919 – 1989) var en dansk møbelarkitekt.
Hovmand-Olsen blev født ind i en landmandsfamilie i Egebjerg (Kirkeby Sogn) på Fyn. Han kom i 1938 som nittenårig i lære som møbelsnedker på møbelfabrikken P. Olsen Sibast i Århus. Efter sin læretid, drømte Hovmand-Olsen om at designe de møbler han producerede, og søgte derfor i 1941 ind på møbeltegneruddannelsen på Aarhus tekniske skole. Efter endt uddannelse startede Hovmand-Olsen sin egen tegnestue, hvor han skabte møbler i en enkel og let stil inspireret af skandinavisk design og primært udført i teaktræ. Hovmand-Olsen møbler blev solgt i Danmark, men størstedelen blev eksporteret via producentsamarbejdet Jutex med USA som største det største marked. Hovmand-Olsens tegnestue lukkede i 1970.
Hovmand-Olsen har designet over 50 forskellige møbler - de fleste af dem stole, men også en række borde, sofaer og skabe. Størstedelen af Hovmand-Olsens møbler blev fremstillet på Mogens Kold Møbelfabrik i Kerteminde, men han har også tegnet møbler for en lang række andre møbelproducenter.

## Reference
1. ↑  Arne Hovmand-Olsen på gravsted.dk
2. ↑  , danishfamilysearch.dk